# Hiệp định Paris (1783)

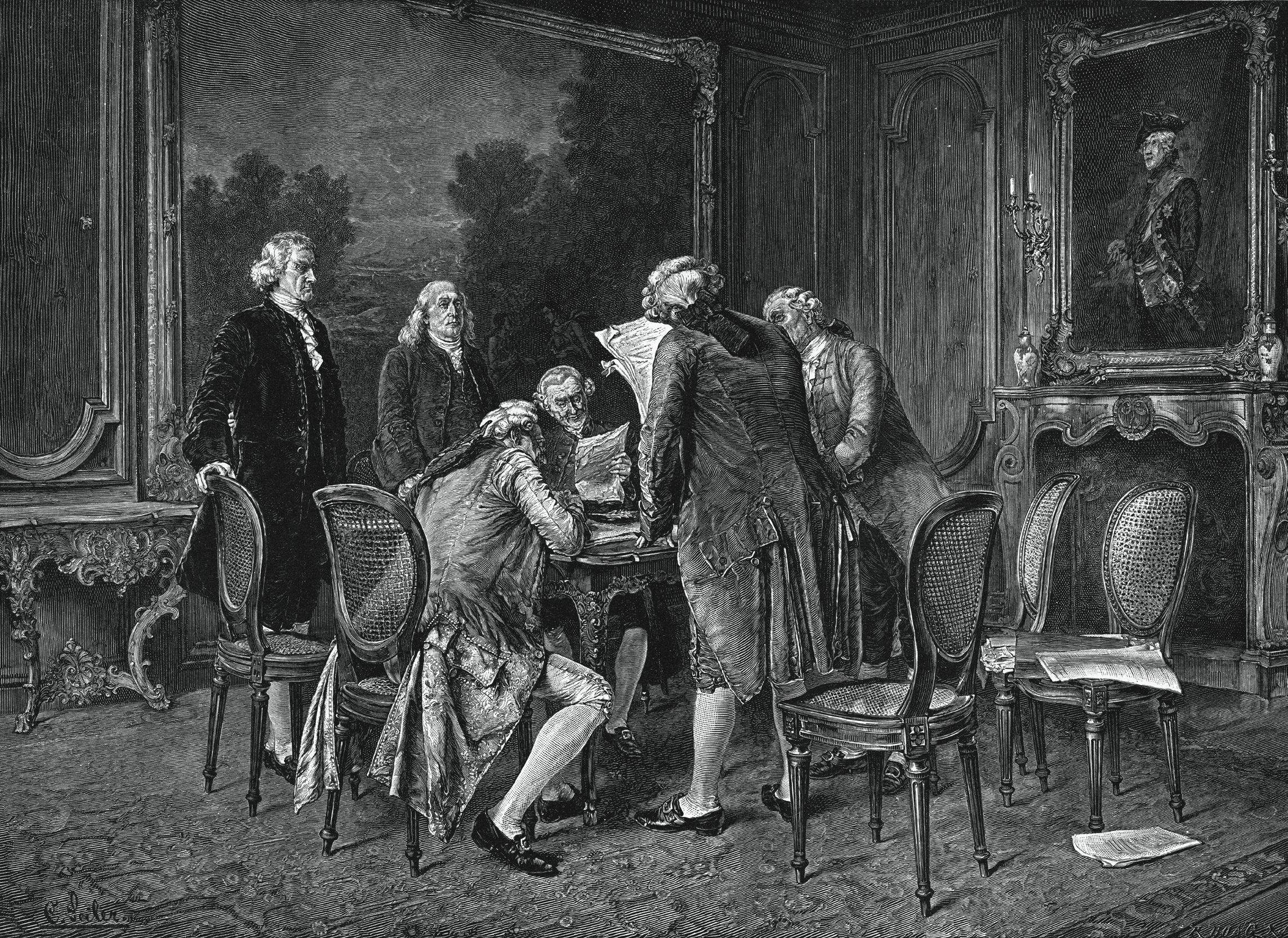
Ký kết Hiệp định Paris sơ khởi, 30 tháng 11 năm 1782.

Hiệp định Paris (Treaty of Paris) được ký kết vào ngày 3 tháng 9 năm 1783 và được Quốc hội Hợp bang phê chuẩn ngày 14 tháng 1 năm 1784. Vua Vương Quốc Anh phê chuẩn vào ngày 9 tháng 4 năm 1784 (các bản hiệp định đã phê chuẩn được trao đổi tại Paris ngày 12 tháng 5 năm 1784), chính thức kết thúc cuộc Chiến tranh Cách mạng Mỹ giữa Vương quốc Anh và Hợp chúng quốc Mỹ châu khởi nghĩa chống sự cai trị của người Anh. Các quốc gia tham chiến khác là Pháp, Tây Ban Nha và Cộng hòa Hà Lan có các thỏa ước riêng biệt; để biết thêm chi tiết về các thỏa ước này và các cuộc thương lượng dẫn đến việc ra đời của các thỏa ước này, xin xem Hòa đàm Paris (1783).

## Thỏa ước

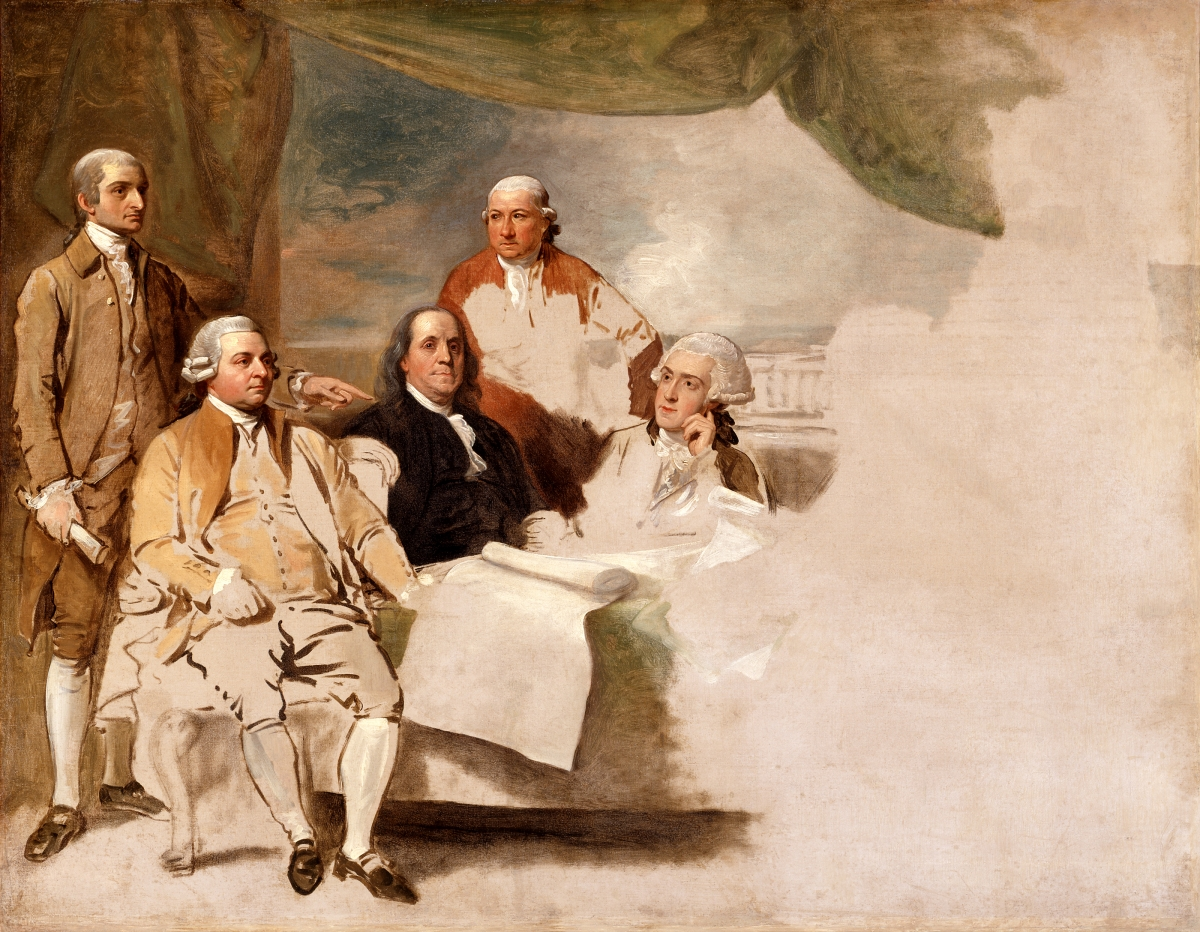
Tranh vẽ của Benjamin West miêu tả các đại biểu tại Hiệp định Paris: John Jay, John Adams, Benjamin Franklin, Henry Laurens, và William Temple Franklin. Phái đoàn Anh từ chối được vẽ hình và bức tranh này chưa bao giờ hoàn tất.

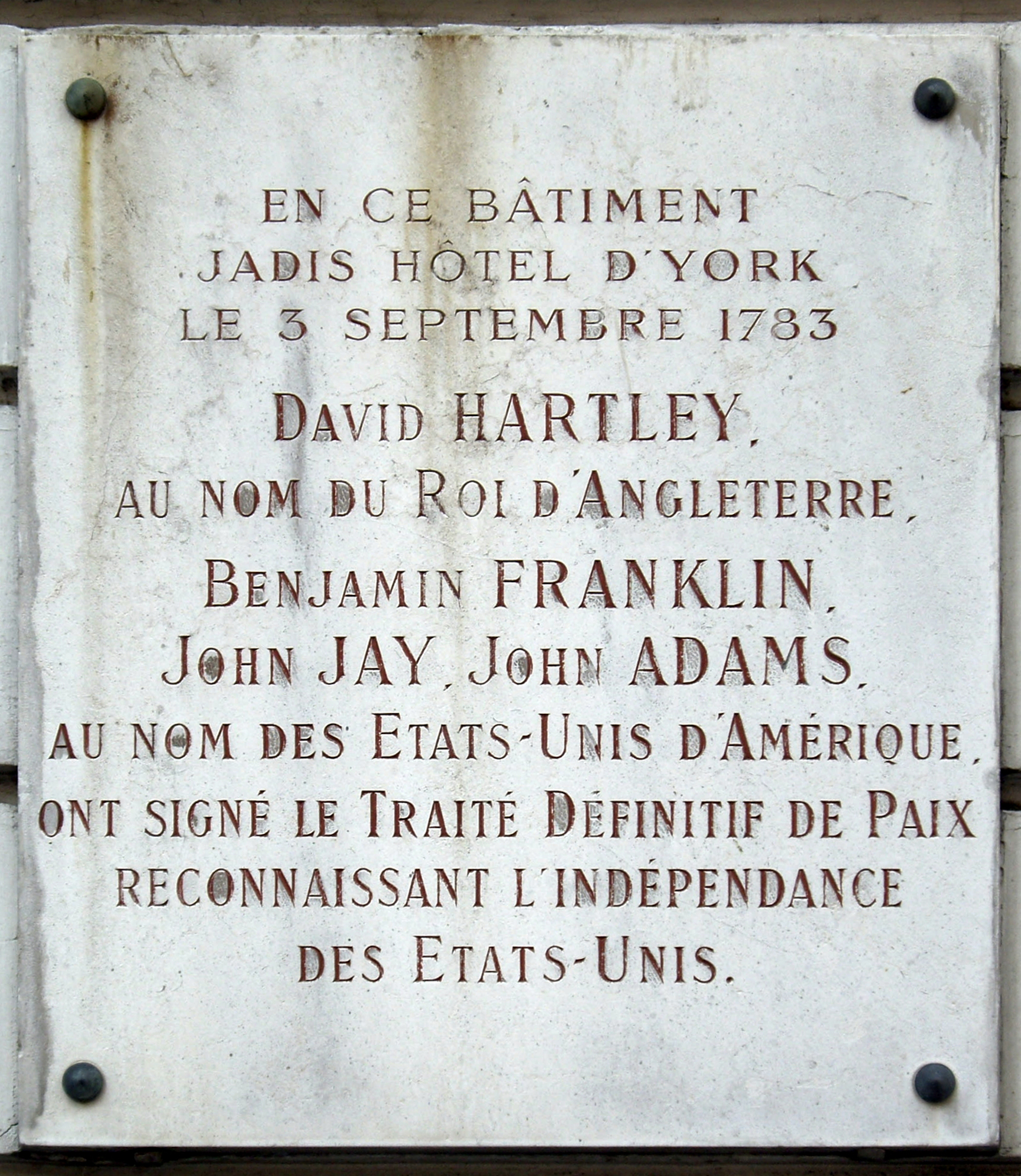
Viên đá có khắc chữ được gắn trước tòa nhà trên đường Jacob

Bản hiệp định được ký kết tại Khách sạn d'York –  bây giờ là số 56 đường Jacob – bởi John Adams, Benjamin Franklin, và John Jay (đại diện phía Hoa Kỳ) và David Hartley (một thành viên Quốc hội Vương quốc Anh đại diện cho Hoàng gia Anh). Hartley nghỉ ngơi tại khách sạn này vì đây là nơi được chọn lựa nằm gần Tòa Đại sứ Anh ở số 44 Đường Jacob – như là một nơi "trung lập" hơn cho ký kết hiệp định.
Ngày 3 tháng 9, Vương quốc Anh ký các thỏa ước riêng biệt với Pháp và Tây Ban Nha và với Hà Lan. Trong hiệp định với Tây Ban Nha, các thuộc địa Đông Florida và Tây Florida được nhượng lại cho Tây Ban Nha (không có biên giới phía bắc nào được định nghĩa rõ ràng, điều này tạo ra tranh chấp lãnh thổ được giàn xếp bằng Hiệp định Madrid) cũng như hòn đảo Minorca trong khi đó Quần đảo Bahama, Grenada và Montserrat, bị người Pháp và Tây Ban Nha chiếm, được trao trả lại cho người Anh. Hiệp định với Pháp gần như là việc trao đổi các lãnh thổ bị chiếm được (phần lời duy nhất qua trao đổi của Pháp là đảo Tobago, và Senegal ở châu Phi), nhưng cũng giúp làm vững bền thêm các hiệp định trước đó, bảo đảm quyền đánh cá ngoài khơi Newfoundland. Các lãnh thổ của Hà Lan trong Đông Ấn, bị Anh chiếm được năm 1781, được người Anh trao trả lại để đổi lấy quyền ưu tiên giao thương trong vùng Đông Ấn.
Quốc hội Hợp bang của Mỹ, lúc đó tạm thời họp tại thành phố Annapolis, Maryland, phê chuẩn hiệp định Paris ngày 14 tháng 1 năm 1784. Một số bản sao được gởi ngược lại châu Âu cho các quốc gia khác trong cuộc phê chuẩn, bản đầu tiên đến Pháp trong tháng 3. Vương quốc Anh phê chuẩn vào ngày 9 tháng 4 năm 1784, và các bản sao, đã được phê chuẩn, được trao đổi tại Paris ngày 12 tháng 5 năm 1784.

## Mười điều khoản: các điểm chính yếu

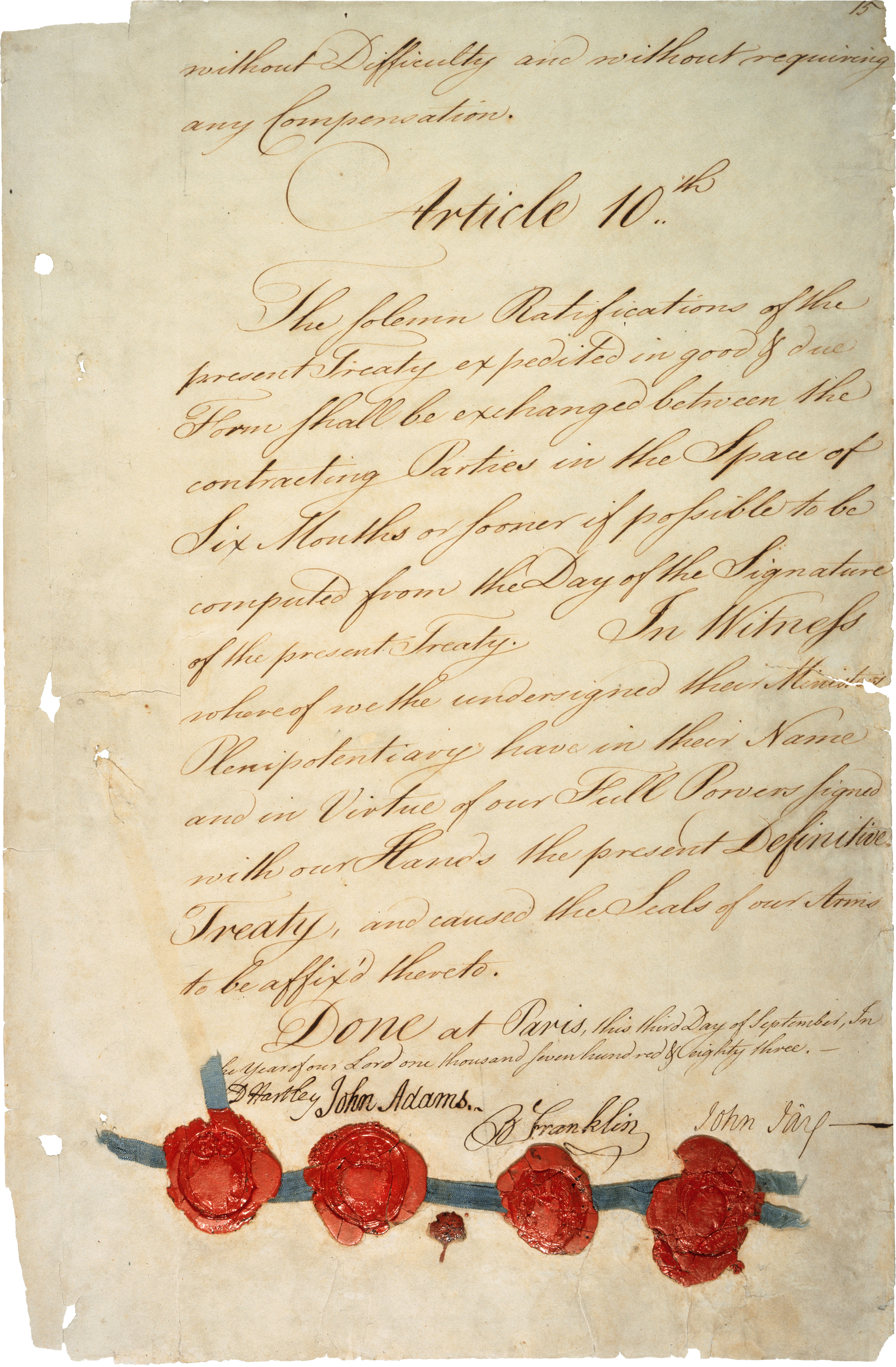
Trang có chữ ký bản hiệp định Paris, Cơ quan Quản trị Văn khố và Lưu trữ Quốc gia Hoa Kỳ.

Lời nói đầu. Tuyên bố hiệp định là "trên danh nghĩa của Ba Ngôi không chia rẽ và thánh thiện nhất", nói rõ "sự chân thật" của những chữ ký này, và tuyên bố ý định của cả hai phía là "quên bỏ tất cả những dị biệt và hiểu lầm trong quá khứ" và "nắm giữ chặt cả nền hòa bình và hòa hảo vĩnh cửu."
1. Nhìn nhận mười ba thuộc địa là các quốc gia độc lập, có chủ quyền và tự do, và rằng Vương miện Anh và tất cả những người thừa kế và thừa hành sẽ từ bỏ các tuyên bố chủ quyền đối với Chính phủ, phép tắc, và những quyền về lãnh thổ của cùng các quốc gia đó;[2]
2. Thiết lập biên giới giữa Hoa Kỳ và Bắc Mỹ thuộc Anh;
3. Cấp quyền đánh bắt cá cho các ngư dân Hoa Kỳ trong vùng Grand Banks, ngoài khơi duyên hải Newfoundland và trong Vịnh Saint Lawrence;
4. Công nhận các món nợ hợp đồng hợp pháp phải trả lại cho chủ nợ ở cả hai bên;
5. Quốc hội Hợp bang sẽ sẵn sàng đề nghị các nghị viện tiểu bang nhìn nhận các chủ nhân hợp pháp có đất đai bị tịch thu để thực hiện việc hoàn trả lại tất cả tài sản đất đai và quyền lợi mà đã bị tịch thu từ những người trung thành với Vua Anh (những người bảo hoàng)";
6. Hoa Kỳ sẽ ngăn chặn những vụ tịch thu tài sản của những người bảo hoàng trong tương lai;
7. Tù binh chiến tranh của cả hai bên sẽ được phóng thích và tất cả tài sản bỏ lại của quân đội Anh tại Hoa Kỳ không được đụng đến (bao gồm người nô lệ);
8. Vương quốc Anh và Hoa Kỳ mỗi bên sẽ được phép sử dụng vĩnh viễn sông Mississippi;
9. Các lãnh thổ bị người Mỹ chiếm được sau hiệp định sẽ được trao trả lại mà không được bồi thường;
10. Việc phê chuẩn hiệp định phải xảy ra trong vòng 6 tháng, kể từ ngày hai bên ký kết.

Tây Ban Nha nhận Đông và Tây Florida theo thỏa ước hòa bình Anh-Tây Ban Nha riêng biệt

## Hậu quả
Người Mỹ tự động nhận được những đặc ân từ người Anh khi tình trạng thuộc địa của người Mỹ bị bãi bỏ (bao gồm việc Anh bảo vệ Hoa Kỳ chống cướp biển trong vùng Địa Trung Hải. Để hiểu thêm chi tiết về vấn đề này, xin xem: Chiến tranh Barbary). Các tiểu bang thành viên bỏ ngoài tai những lời đề nghị của liên bang, theo Điều khoản 5, nhằm trả lại tài sản bị tịch thu từ nhóm người bảo hoàng (trung thành với vua Anh), và cũng như lẫn trách thực hiện Điều khoản 6 (thí dụ tịch thu tài sản của những người bảo hoàng vì "nợ chưa trả"). Một số tiểu bang, đặc biệt là Virginia, cũng chống đối Điều khoản 4 và duy trì luật chống trả nợ cho các chủ nợ người Anh. Một số cá nhân binh sĩ Anh làm lơ với Điều khoản 7 khi dẫn theo những người nô lệ. Địa lý thực sự của Bắc Mỹ xem ra không khớp với chi tiết được nêu ra trong bản mô tả biên giới Canada. Hiệp định có nêu rõ biên giới phía nam cho Hoa Kỳ nhưng thỏa ước riêng biệt giữa Anh và Tây Ban Nha không có nói rõ biên giới phía bắc cho Florida. Chính vì vậy mà chính phủ Tây Ban Nha đinh ninh rằng biên giới này chắc hẳn giống như biên giới theo thỏa ước năm 1763 khi họ trao lãnh thổ của mình tại Florida cho người Anh. Trong khi tranh chấp này tiếp tục thì Tây Ban Nha đã dùng quyền kiểm soát của họ đối với Florida để phong tỏa người Mỹ dùng thủy lộ đi vào sông Mississippi, chống đối Điều khoản 8. Trong vùng Ngũ Đại Hồ, người Anh áp dụng một diễn giải rất hào phóng về quy định rằng họ phải từ bỏ kiểm soát "với cả tốc độ thích hợp" bởi vì họ cần thời gian thương lượng với người bản thổ Mỹ là những người giữ vùng đất này ngoài tầm kiểm soát của Hoa Kỳ nhưng lại bị lãng quên trong hiệp định. Thậm chí sau khi việc đó hoàn thành, Vương quốc Anh vẫn giữ kiểm soát vùng này như 1 đối trọng mặc cả với hy vọng giành lấy được một số đền bù cho các tài sản bị tịch thu của những người trung thành với Vương quốc Anh. Vấn đề này sau cùng cũng được giải quyết bằng Hiệp định Jay năm 1794, và khả năng của Hoa Kỳ trong việc mặc cả trên tất cả những điểm này đã được tiếp thêm sức mạnh với sự ra đời của hiến pháp mới năm 1787.
Chỉ còn Điều khoản 1 là vẫn còn hiệu lực tính đến năm 2010.